# Панагопулос, Панайотис
Панайотис Панагопулос (греч. Παναγιώτης Παναγόπουλος, 15 августа 1916 — ?) — греческий шахматист.
Входил в число сильнейших шахматистов Греции 1950-х гг.
Чемпион Греции 1957 г.
В составе сборной Греции участник трех шахматных олимпиад (1950, 1954 и 1958 гг.). В 1950 г., выступая на 2-й доске, играл крайне неудачно, сделав в 12 партиях всего 2 ничьи и потерпев 10 поражений. На двух других олимпиадах играл на 3-й доске и показал были более убедительные результаты. Всего на олимпиадах он сыграл 46 партий, из которых 9 выиграл (в том числе у П. Вайтониса в 1954 г. и у У. Стернера в 1958 г.) и 14 завершил вничью.

## Основные спортивные результаты
| Год  | Город     | Соревнование                               | + | −  | = | Результат | Место |
| ---- | --------- | ------------------------------------------ | - | -- | - | --------- | ----- |
| 1950 | Дубровник | IX Олимпиада (сборная Греции, 2-я доска)   | 0 | 10 | 2 | 1 из 12   |       |
| 1954 | Амстердам | XI Олимпиада (сборная Греции, 3-я доска)   | 5 | 6  | 7 | 8½ из 18  |       |
| 1957 |           | Чемпионат Греции                           |   |    |   |           | 1     |
| 1958 | Мюнхен    | XIII Олимпиада (сборная Греции, 3-я доска) | 4 | 7  | 5 | 6½ из 16  |       |